# Leiaster speciosus
Leiaster speciosus is een zeester uit de familie Ophidiasteridae.
De wetenschappelijke naam van de soort werd in 1866 gepubliceerd door von Martens.